# روبرت مارشان
روبرت مارشان (بالفرنسية: Robert Marchand)‏ هو منافس ألعاب قوى فرنسي، ولد في 18 أغسطس 1904 في Charbuy ‏ في فرنسا، وتوفي في 6 أبريل 1983.

## وصلات خارجية
- روبرت مارشان على موقع أوليمبيديا (الإنجليزية)